# ジャルコ・ラゼティッチ
ジャルコ・ラゼティッチ（セルビア語: Жарко Лазетић, ラテン文字転写: Žarko Lazetić、1982年2月22日 - ）は、セルビアの元サッカー選手、サッカー指導者。ポジションはフォワード。マッカビ・テルアビブFC監督。
兄のニコラ・ラゼティッチと甥のマルコ・ラゼティッチもサッカー選手（ニコラは元サッカー選手）である。

## 選手経歴
2007年1月にチームメイトのアントニオ・ルカヴィナと共にFKベジャニヤからパルチザン・ベオグラードに移籍、ラゼティッチは背番号10を与えられた。2008年7月にFKヴォイヴォディナ・ノヴィ・サドに移籍した後、2013年夏に引退した。

## 指導者経歴
2020年6月にFKメタラツ・ゴルニ・ミラノヴァツの監督に就任、2021年11月に退任しFK TSCの監督に就任した。TSCでは2022-23シーズンのセルビア・スーペルリーガで2位と躍進しUEFAチャンピオンズリーグ 2023-24 予選の出場権を獲得、予選3回戦でSCブラガに敗れたもののUEFAヨーロッパリーグ 2023-24 グループステージ進出を果たした。